# 8 до н. е.

## Події
- 30 січня — У Римі на Марсовому полі відбулось урочисте освячення Вівтаря Миру, рішення про будівництво якого було прийняте римським сенатом у 13 році до н. е. після переможного повернення Августа з Галлії та Іспанії.
- Переселення маркоманів на територію сучасної Чехії. Маробод об'єднав маркоманів з сусідніми племенами, очоливши потужний союз племен, який проіснував до 17 року н. е[1].
- Після загибелі понтійського царя Полемона I на трон зійшла його дружина Піфодоріда[2].

## Померли
- Гай Ці́льній Мецена́т — давньоримський державний діяч і покровитель мистецтв.
- 27 листопада — У віці 57 років помер давньоримський поет Квінт Горацій Флакк (Послання, Наука поезії).
- Під час війни з плем'ям аспургіанів (в Прикубанні) потрапив у полон і був убитий Полемон I — цар понтійський.